# Saison 7 de Mom
Chronologie
Saison 6 Saison 8
Cet article présente le guide des épisodes de la septième saison de la série télévisée américaine Mom.

## Généralités
- Au Canada, la saison est diffusée en simultané sur le réseau Citytv.

## Synopsis
La série raconte l'histoire d'une mère célibataire qui, après son combat contre l'alcool, décide de refaire sa vie à Napa Valley en Californie.

## Distribution

### Acteurs principaux
- Anna Faris (VF : Ingrid Donnadieu) : Christy Plunkett
- Allison Janney (VF : Marie Vincent) : Bonnie Plunkett, mère de Christy
- Mimi Kennedy (VF : Brigitte Virtudes) : Marjorie Armstrong
- Jaime Pressly (VF : Valérie Nosrée) : Jill Kendall
- Beth Hall (en) (VF : Véronique Rivière) : Wendy Harris
- William Fichtner (VF : Eric Aubrahn) : Adam Janakowski
- Kristen Johnston (VF : Magali Barney) : Tammy Diffendorf[1]

### Acteurs récurrents et invités
- Paget Brewster (VF : Marie Zidi) : Veronica Stone[2] (épisodes 3, 5 et 6)

## Épisodes

### Épisode 1:Lune de miel
- États-Unis /  Canada : 26 septembre 2019 sur CBS[3] / Citytv
- France : 5 décembre 2020 sur Comédie+

- États-Unis : 6,25 millions de téléspectateurs[4] (première diffusion)

### Épisode 2:Épate-moi si tu peux
- États-Unis /  Canada : 3 octobre 2019 sur CBS / Citytv
- France : 5 décembre 2020 sur Comédie+

- États-Unis : 6,28 millions de téléspectateurs[5] (première diffusion)

### Épisode 3:Être ou ne plus être
- États-Unis /  Canada : 10 octobre 2019 sur CBS / Citytv
- France : 5 décembre 2020 sur Comédie+

- États-Unis : 5,78 millions de téléspectateurs[6] (première diffusion)

### Épisode 4:Le nouveau
- États-Unis /  Canada : 17 octobre 2019 sur CBS / Citytv
- France : 5 décembre 2020 sur Comédie+

- États-Unis : 5,81 millions de téléspectateurs[7] (première diffusion)

### Épisode 5:Dieu a un plan
- États-Unis /  Canada : 24 octobre 2019 sur CBS / Citytv
- France : 5 décembre 2020 sur Comédie+

- États-Unis : 6,34 millions de téléspectateurs[8] (première diffusion)

### Épisode 6:Une vidéo gênante
- États-Unis /  Canada : 7 novembre 2019 sur CBS / Citytv
- France : 12 décembre 2020 sur Comédie+

- États-Unis : 6,20 millions de téléspectateurs[9] (première diffusion)

### Épisode 7:Couples d'amis
- États-Unis /  Canada : 14 novembre 2019 sur CBS / Citytv
- France : 12 décembre 2020 sur Comédie+

- États-Unis : 6,28 millions de téléspectateurs[10] (première diffusion)

### Épisode 8:Relations toxiques
- États-Unis /  Canada : 21 novembre 2019 sur CBS / Citytv
- France : 12 décembre 2020 sur Comédie+

- États-Unis : 6,06 millions de téléspectateurs[11] (première diffusion)

### Épisode 9:Libérée, délivrée
- États-Unis /  Canada : 5 décembre 2019 sur CBS / Citytv
- France : 12 décembre 2020 sur Comédie+

- États-Unis : 6,07 millions de téléspectateurs[12] (première diffusion)

### Épisode 10:Trêve de Noël
- États-Unis /  Canada : 12 décembre 2019 sur CBS / Citytv
- France : 12 décembre 2020 sur Comédie+

- États-Unis : 6,25 millions de téléspectateurs[13] (première diffusion)

### Épisode 11:Tante Cookie
- États-Unis /  Canada : 9 janvier 2020 sur CBS / Citytv
- France : 19 décembre 2020 sur Comédie+

### Épisode 12:Avec rancune
- États-Unis /  Canada : 16 janvier 2020 sur CBS / Citytv
- France : 19 décembre 2020 sur Comédie+

### Épisode 13:Râleuse compulsive
- États-Unis /  Canada : 30 janvier 2020 sur CBS / Citytv
- France : 19 décembre 2020 sur Comédie+

### Épisode 14:Confiance envolée
- États-Unis /  Canada : 6 février 2020 sur CBS / Citytv
- France : 19 décembre 2020 sur Comédie+

### Épisode 15:Promesse ringarde
- États-Unis /  Canada : 13 février 2020 sur CBS / Citytv
- France : 19 décembre 2020 sur Comédie+

### Épisode 16:La périménopause
- États-Unis /  Canada : 20 février 2020 sur CBS / Citytv
- France : 26 décembre 2020 sur Comédie+

### Épisode 17:Le jeu de l'amour
- États-Unis /  Canada : 5 mars 2020 sur CBS / Citytv
- France : 26 décembre 2020 sur Comédie+

### Épisode 18:Babysitting
- États-Unis /  Canada : 12 mars 2020 sur CBS / Citytv
- France : 26 décembre 2020 sur Comédie+

### Épisode 19:Psy dans tous ses états
- États-Unis /  Canada : 2 avril 2020 sur CBS / Citytv
- France : 26 décembre 2020 sur Comédie+

### Épisode 20:Virée de filles
- États-Unis /  Canada : 16 avril 2020 sur CBS / Citytv
- France : 26 décembre 2020 sur Comédie+